# Bundesautobahn 4
Bundesautobahn 4 eller A 4 er en motorvej i Tyskland. Den er ikke komplet, da der mangler et stykke mellem Krombach og Kirchheimer Dreieck. Europavej E40, som følger vejen fra Aachen, er derimod omledet af andre hovedveje og motorveje. Der har længe været planer om at færdiggøre strækningen, men der er endnu ikke taget politisk beslutning om dette.